# Španjolsko kolonijalno carstvo
Španjolsko kolonijalno carstvo (također i Španjolski imperij) bilo je prvo pravo svjetsko kolonijalno carstvo, ali i jedno od najvećih. Osvajanjem Kanarskih otoka i Kolumbovim otkrićem Amerike 1492., kao i Magellanovim putovanjem između 1520. i 1522., Španjolska je pokrenula velik proces kolonizacije novootkrivenih područja, stvorila carstvo u kojem sunce nikad ne zalazi, te započela eru kolonijalizma. Španjolsko kolonijalno carstvo protezalo se na Južnu i Središnju Ameriku, značajan dio Sjeverne Amerike, Kariba, zatim na dijelove Afrike, Azije i Oceanije.
Svoj vrhunac, Španjolsko je Carstvo doživjelo u 16. i 17. stoljeću, a svoj kraj u 19. stoljeću, osamostaljenjem kolonija u Južnoj Americi te gubitkom svojih drugih kolonijalnih posjeda.
Španjolsko Carstvo je bilo prvo svjetsko carstvo, zbog toga što se po prvi put u povijesti prostiralo na gotovo svim kontinentima, a komunikacija se, za razliku od Rimskog Carstva, nije odvijala samo putem kopna, već je ono obuhvaćalo i prekomorska područja.

## Područja Španjolskog Carstva
Ne postoji suglasnost među povjesničarima oko odgovora na pitanje koja područaj je obuhvaćalo Španjolsko Carstvo. Problem nastaje prvenstveno u razgraničenju između posjeda Španjolske na čelu s kraljem, i kraljevih nasljednih posjeda. Tako se javlj problem španjolske Nizozemske, koja se tradicionalno smatra dijelom Carstva, dok je s druge strane neki povjesničari isključuju, tvrdeći da su to osobni nasljedni posjedi Habsburgovaca.

### Amerika
- Potkraljevstvo Nova Španjolska: sadašnje države Meksika, i države Kalifornija, Novi Meksiko, Arizona, Teksas, Nevada, Florida, Utah i dio Colorada, Wyominga, Kansas i Oklahome u SAD-u. Ova je područja španjolska držala pod svojom konrolom od 1519. do 1821. Također, potrebno je napomenuti da je je nezavisnos Nove Španjolske potaknutno 1810., a formalno deklarirano 1813. na Kongresu u Chilpancingu. Period između te godine i proglašenja nezavinosti Meksika (1821.) označavao je borbu protiv metropole i napore za međunarodno priznanje nove nacije.

- Glavna kapetanija Guatemala ili Kraljevstvo Gutemale: obuhvaćala je područja Gvatemale, Salvadora, Nikaragve, Hondurasa, Kostarike, i meksičke države Chiapas. Proglasila je svoju neovisnost 1821. ušavši u Prvo meksičko carstvo, iz kojeg su izašli 1824.

- Luisiana: ustupila Francuska, Španjolska je vršila svoju vlast na ovim područjem od 1762. do 1801. Uključivala je područja današnjih američkih država Louisiana, Arkansas, Oklahoma, Kansas, Nebraska, Južna Dakota, Sjeverna Dakota, Wyoming, Montana, Idaho, Minnesota i Iowa.

- Potkraljevstvo Nova Granada: obuhvaćalo današnje države Panamu, Kolumbiju i Ekvador.

- Glavna kapetanija Venezuela: obuhvaćala današnju Venezuelu.

- Potkraljevstvo Perua: obuhvaćalo današnji Peru.

- Potkraljevstvo Río de la Plata: obuhvaćalo današnje države Boliviju, Argentinu (osim Patagonije), Paragvaj i Urugvaj.

- Opća kapetanija Čile: današnji Čile i regija Patagonija.

- Otočna odručja: današnja Kuba, Portoriko, Dominikanska Republika, Bahami (do 1670.), Antigva i Barbuda (od 1493. do 1632.), Trinidad i Tobago, Granada (od 1498. do 1674.), Jamajka (do 1655.), Sveti Kristofor i Nevis, Dominika (od 1493. do 1783.), Barbados (od 1518. do 1624.), Sveta Lucija (od 1504. do 1654.),

### Azija
- Filipini (1521. – 1898.)
- Protektorat na Kambodžom (1597. – 1599.)
- sjever Tajvana (1626. – 1642.)

- Također su postojalna neka španjolska naselja na otocima Nova Gvineja i Borneo.

### Afrika
- Zapadna Sahara: od 1885. do 1975.

- španjolski protektorat nad Marokom: od 1912. do 1956.

- Ifni: od 1860. do 1969.

- Španjolska Gvineja (danas Ekvatorska Gvineja: od 1843. do 1968.

### Europa
- Napuljsko Kraljevstvo: današnji jug Italije, zajedno s otocima Sicilija, Sardinija i Malta.
- Franche-Comté: u središnjem dijelu Francuske.
- Vojvodstvo Milano na sjeveru Italje.
- Španjolska Nizozemska: današnje Belgija, Luksemburg i Nizozemska.

Većinu posjeda u Europi izgubljeni su 1710. Mirom u Utrechtu.

### Oceanija
- Guam, sve do 1898., izgubljen u Španjolsko-američkom ratu.
- Karolinški otoci, Marijanski otoci i Palau: sve do 1899., kad su prodani Njemačkoj.

## Baština
Širenjem španjolskog kolonijalnog carstva širio se i utjecaj španjolskog jezika i kulture. Osim toga, Španjolska kao izrazito katolička zemlja, širila je vjerski nauk Katoličke Crkve nasilno pokrštavajući lokalno stanovništvo. 
Rezultati stoljetne dominacije Španjolske vidljivi su i danas, ponajprije u činjenici što je španjolski u svim državama koje su nastale na području nekadašnjeg Carstva službeni jezik. Pored toga, većina stanovnika (u nekima gotovo stopostotna) su Katolici. 
Španjolska (slično kao i Velika Britanija) i dalje razvija posebne odnose s državama koje su bile dio njezinog Carstva.